# 特斯拉 (单位)
特斯拉，符號表示为T，是磁通量密度（Wb/m2）或磁感应强度的国际单位制导出单位。

## 名称
在1960年巴黎召开的国际计量大会命名，以纪念在电磁学领域有重要贡献的美籍塞尔维亚发明家、电气工程师尼古拉·特斯拉。

## 定义
1 特士拉為 1 韋伯之磁通量均勻而垂直地通過 1 平方米面積之磁通密度。
又單位可表示為：
{\displaystyle {\text{T}}={\dfrac {{\text{V}}{\cdot }{\text{s}}}{{\text{m}}^{2}}}={\dfrac {\text{N}}{{\text{A}}{\cdot }{\text{m}}}}={\dfrac {\text{J}}{{\text{A}}{\cdot }{\text{m}}^{2}}}={\dfrac {{\text{H}}{\cdot }{\text{A}}}{{\text{m}}^{2}}}={\dfrac {\text{Wb}}{{\text{m}}^{2}}}={\dfrac {\text{kg}}{{\text{C}}{\cdot }{\text{s}}}}={\dfrac {{\text{N}}{\cdot }{\text{s}}}{{\text{C}}{\cdot }{\text{m}}}}={\dfrac {\text{kg}}{{\text{A}}{\cdot }{\text{s}}^{2}}}}
A為安培；C為庫侖；kg為公斤；m為公尺；N為牛頓；s為秒；H為亨利；V為伏特；J為焦耳；Wb為韋伯。

## 例子
| 特斯拉            | 例子                                            |
| ----------------- | ----------------------------------------------- |
| 10-10 T ～ 10-8 T | 外太空中，磁通量密度在0.1到10纳特斯拉(nT)之间。 |
| 3.1×10-5 T        | 在赤道0°纬度上，地球磁场的磁密是 31 µT。        |
| 2×10-5 T          | 在50°纬度地区，地球磁场的磁密是20微特斯拉。     |
| 0.001 T           | 一个冰箱贴的磁場是1毫特斯拉。                   |
| 1 T               | 一大型30磅的擴音器磁鐵，線圈間的磁場。          |

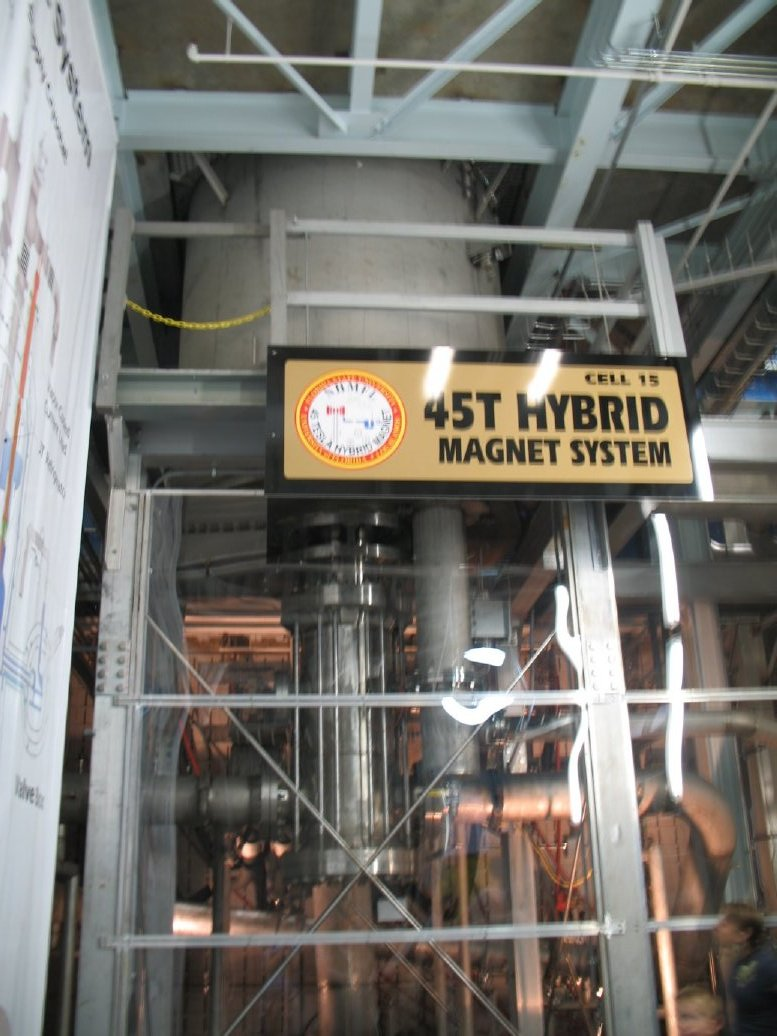
全世界最強，非脈衝式（持續性）的磁鐵，位在美國佛羅里達州塔拉哈西。

- 醫院用的磁振造影主磁鐵常為1.5 T及3 T最高達4 T；（對人）研究用途的最高達7 T
- 太陽黑子的磁場強度為 10 T
- 化學研究上的核磁共振主磁鐵常為11.74 T；以超導磁鐵達成者，最高磁場達25 T
- 人類於實驗室（佛羅里達州立大學的美國國家高磁場實驗室[5]，位在美國佛羅里達州塔拉哈西）中產生最強的持續磁場為 45 T [6]
- 實驗室中產生的瞬間最強磁場的紀錄為80 T (大阪大學 [7]),
- 最强的人造磁场是2800 T（爆炸产生于俄国薩羅夫）
- 在中子星上的磁場等級為1至100萬（106）特斯拉（106 T至108 T）
- 在磁星上的磁場等級為0.1至100億（109）特斯拉（108 T至1011 T）
- 理論預估中子星最大磁場，同時也是任何可能的最大自然界磁場為 1013 T

## 换算
地球物理學（geophysics）使用非國際單位制的單位，稱作「伽瑪（gamma，{\displaystyle \gamma }）」，1 {\displaystyle \gamma } = 10-9 T = 1 nT。
CGS制中的磁場單位為高斯 = 10-4 T。